# Urbana (Iowa)
Urbana es una ciudad ubicada en el condado de Benton en el estado estadounidense de Iowa. En el Censo de 2010 tenía una población de 1458 habitantes y una densidad poblacional de 255,53 personas por km².

## Geografía
Urbana se encuentra ubicada en las coordenadas 42°13′45″N 91°53′16″O / 42.22917, -91.88778. Según la Oficina del Censo de los Estados Unidos, Urbana tiene una superficie total de 5.71 km², de la cual 5.71 km² corresponden a tierra firme y (0%) 0 km² es agua.

## Demografía
Según el censo de 2010, había 1458 personas residiendo en Urbana. La densidad de población era de 255,53 hab./km². De los 1458 habitantes, Urbana estaba compuesto por el 97.46% blancos, el 0.34% eran afroamericanos, el 0% eran amerindios, el 0.27% eran asiáticos, el 0% eran isleños del Pacífico, el 0.21% eran de otras razas y el 1.71% pertenecían a dos o más razas. Del total de la población el 0.96% eran hispanos o latinos de cualquier raza.